# Geschichtsverein für Kärnten

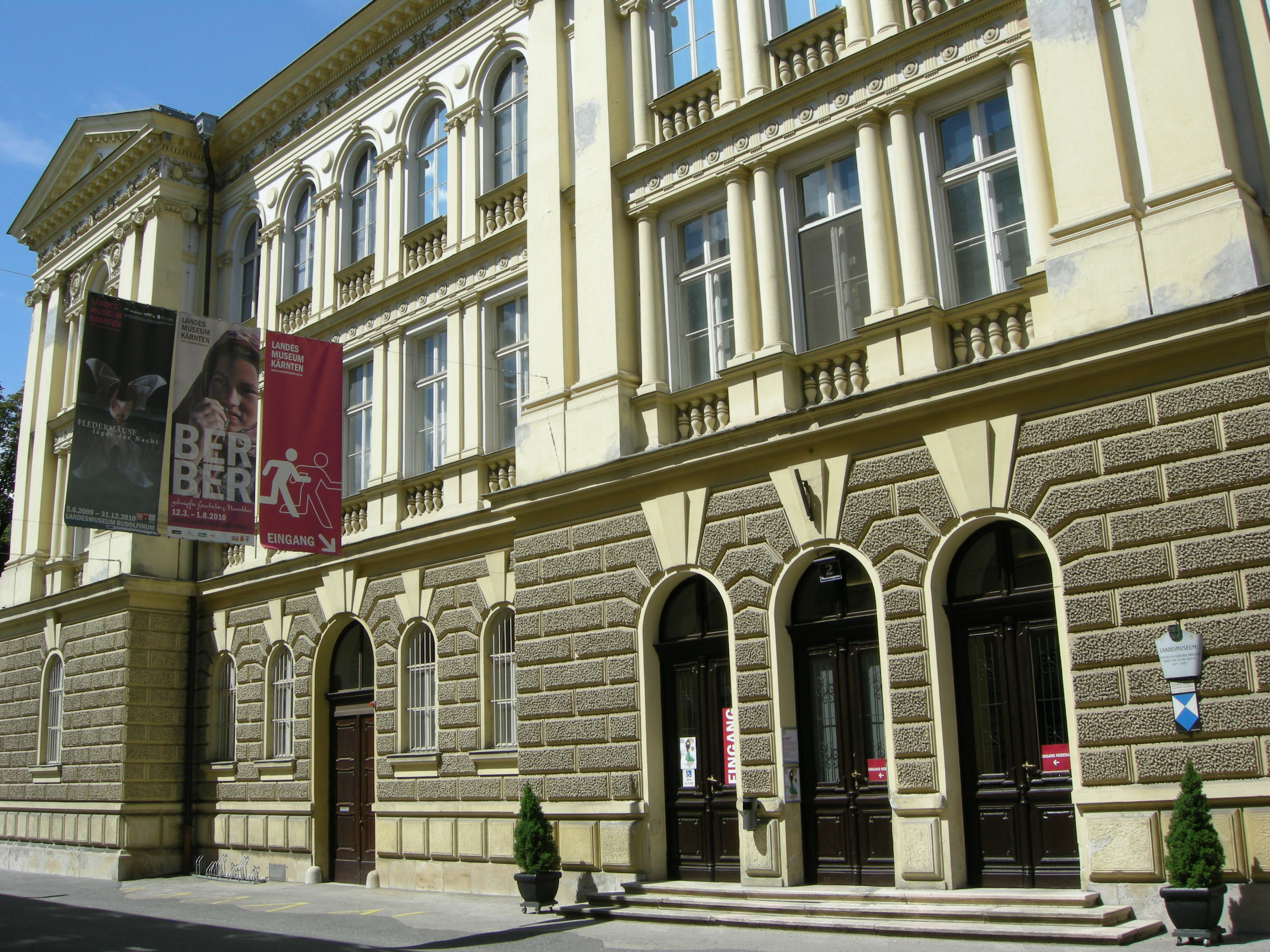
Kärntner Landesmuseum

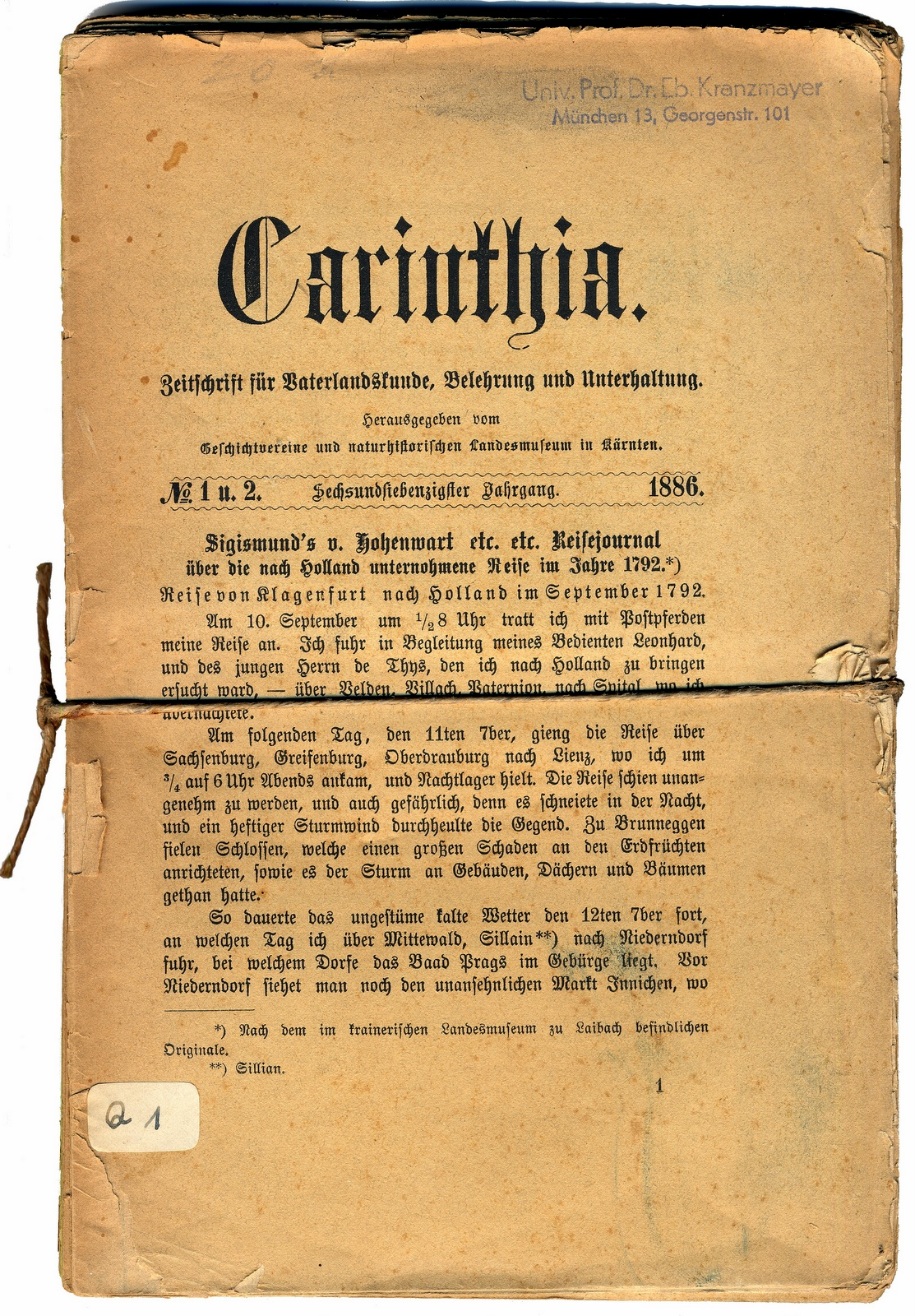
Carinthia von 1886

Der Geschichtsverein für Kärnten ist nach eigenen Angaben einer der mitgliederstärksten historischen Vereine Österreichs sowie seit 1863 Herausgeber der ältesten österreichischen wissenschaftlichen Zeitschrift Carinthia, die zugleich die drittälteste deutschsprachige Zeitschrift ihrer Art ist. Seine Sammlungen schufen den Grundstock für das Kärntner Landesmuseum und das Kärntner Landesarchiv. Der aus rund 3000 Mitgliedern bestehende Verein hat seinen Sitz im Gebäude des Landesmuseums in Klagenfurt, Direktorin ist seit 1997 die Historikerin Claudia Fräss-Ehrfeld.

## Zielsetzung
Das Vereinsmotto ist Alles für Kärnten. Das Vereinsziele sind die Pflege der Geschichte Kärntens, die Vertiefung des Verständnisses für das Werden der historischen Einheit des Landes und die Stärkung des Bewusstseins der Zusammengehörigkeit aller Kärntner.

## Geschichte
Der Verein wurde 1844 unter der Bezeichnung Historischer Verein für Kärnten gegründet. Erster Vorsitzender war Gottlieb von Ankershofen. Ihm folgte von 1860 bis 1897 Max von Moro. Der Verein baute dank zahlreicher Spenden und Erbschaften eine Sammlung auf, die 1884 in Zusammenarbeit mit dem Naturwissenschaftlichen Verein für Kärnten die Stiftung des Landesmuseums erlaubte. Das Gebäude wurde mit Unterstützung der Kärntner Sparkasse errichtet. Namenspate wurde Kronprinz Rudolf. Das Museum wurde zunächst durch die beiden Vereine selbst betrieben und ging erst später an das Land Kärnten über.
1863 übernahm der Verein gemeinsam mit dem Naturwissenschaftlichen Verein für Kärnten die Herausgabe der bis 1811 zurückreichenden Carinthia, deren Herausgabe zu dieser Zeit von der Einstellung bedroht war. 1891 wurde die Carinthia getrennt. Seither ist der Verein alleiniger Herausgeber der geisteswissenschaftlich orientierten Carinthia I, während der Naturwissenschaftliche Verein die Zeitschrift Carinthia II herausgibt.
1974 übertrug der Verein seine Sammlung an das Land. Der Verein gab in der Folge die Sammlertätigkeit auf und sah seinen Schwerpunkt nunmehr auf der Verlagstätigkeit. Daneben bemüht er sich um die Erforschung und Vermittlung der Geschichte Kärntens durch Exkursionen, Stipendien und Forschungspreise.

## Ehrenmitglieder
- Wilhelm Neumann

## Stücke in Vereinsbesitz

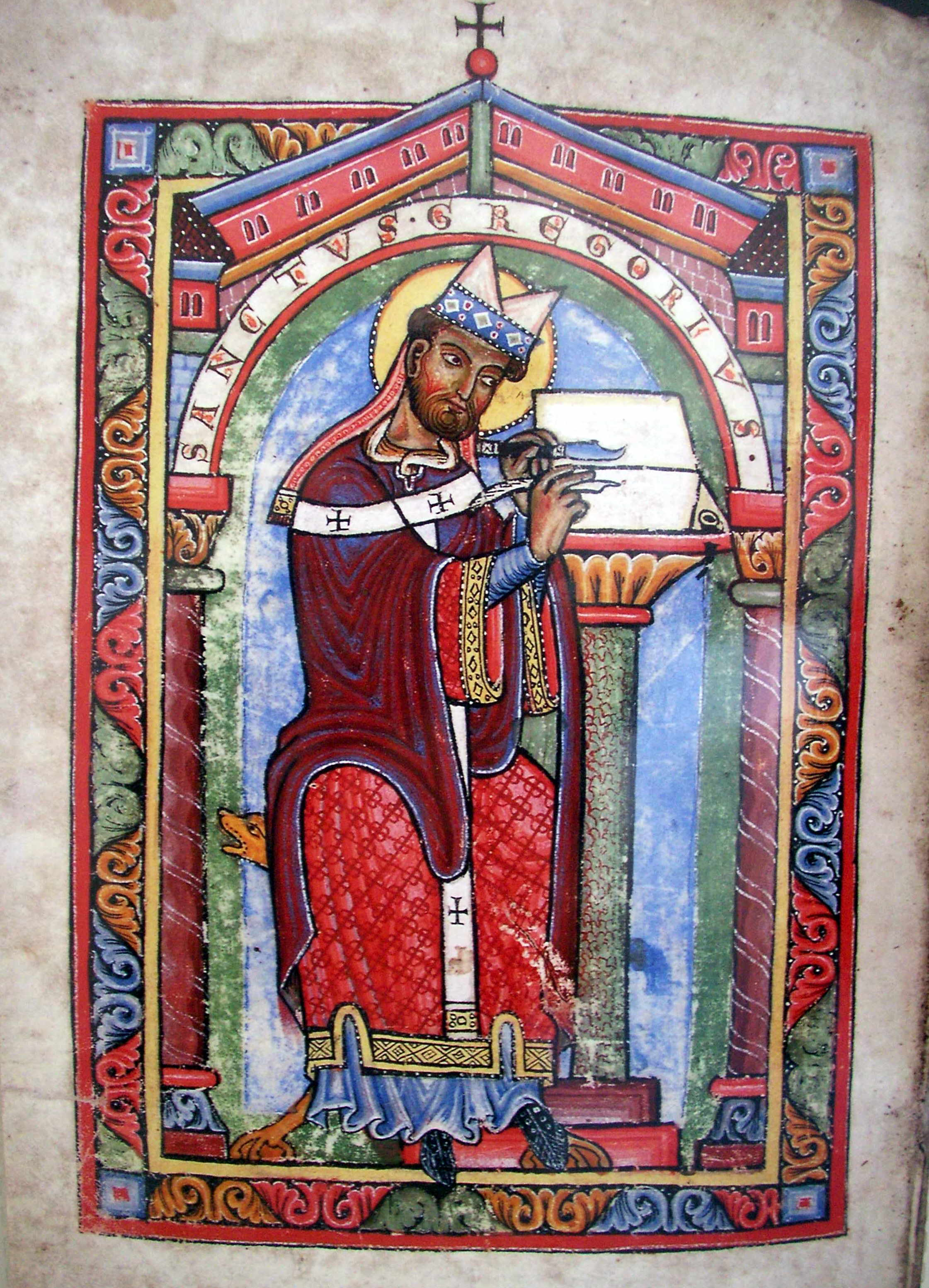
Federzeichnung aus der Millstätter Handschrift

- Millstätter Handschrift
- Klagenfurter Handschrift